# Чернегов Олександр Степанович
Олександр Степанович Чернегов (10 червня 1907, село Тунка Забайкальської області, тепер Тункинського району Республіки Бурятії, Російська Федерація — 12 січня 1971) — український радянський діяч, гірничий інженер, голова Черкаського раднаргоспу. Член Ревізійної Комісії КПУ в 1961—1966 роках.

## Біографія
У 1924 році закінчив гірниче відділення Владивостоцького промислово-економічного технікуму. Працював штейгером на шахтах міста Сучана і Артема Далекосхідного краю.
У 1931 році закінчив без відриву від виробництва гірничий факультет Далекосхідного політехнічного інституту за спеціальністю гірничого інженера з розробки вугільних родовищ.
Проходив піврічне стажування на шахтах Кузбасу, після чого працював начальником механізації шахти міста Горлівки на Донбасі.
У 1932—1941 роках — начальник буро-підривного цеху, заступник головного інженера Магнітогорського металургійного комбінату з гірничих робіт; головний інженер комбінату «Уралвугілля» Челябінської області РРФСР.
У 1941—1943 роках — інженер, керуючий тресту «Копейськвугілля» Челябінської області; керуючий тресту «Коркіновугілля» Челябінської області. З січня 1943 по 1945 рік — керуючий тресту «Богословськвугілля» Свердловської області РРФСР.
Член ВКП(б) з 1944 року.
У 1945—1947 роках — головний інженер, начальник комбінату «Свердловськвугілля» Свердловської області РРФСР.
У 1947—1950 роках — головний інженер Головного управління дослідних гірничих робіт Міністерства вугільної промисловості СРСР.
У 1950 — грудні 1954 року — начальник комбінату «Українвуглебуд» Міністерства вугільної промисловості Української РСР.
У грудні 1954—1957 роках — начальник комбінату «Укрбурвугілля» Міністерства вугільної промисловості Української РСР.
У червні 1957 — травні 1960 року — начальник вугільно-паливного (гірничорудного) комбінату Ради народного господарства Київського економічного адміністративного району.
У травні 1960 — грудні 1962 року — голова Ради народного господарства Черкаського економічного адміністративного району.
Помер 12 січня 1971 року.

## Нагороди
- орден Леніна (26.04.1957)
- два ордени Трудового Червоного Прапора
- орден «Знак Пошани»
- медалі
- Сталінська премія ІІІ ст. (1946)